# Liptena simplicia
Liptena simplicia is een vlinder uit de familie van de Lycaenidae. De wetenschappelijke naam van de soort is voor het eerst geldig gepubliceerd in 1888 door Möschler.

## Synoniemen
- Larinopoda albula Druce, 1888
- Lycaena semilimbata Mabille, 1890[2]